# Politisches System Sloweniens
Das politische System Sloweniens ist in seiner heutigen Form als unabhängige konstitutionelle Republik im Jahr 1991 entstanden. Das als repräsentative Demokratie ausgestaltete System ist durch ein Zweikammerparlament gekennzeichnet, das die Regierung einsetzt.
Slowenien ist seit der EU-Erweiterung 2004 Mitglied der Europäischen Union.
Auch  Estland, Lettland, Litauen, Malta, Polen, Slowakei, Tschechien, Ungarn und Zypern traten zum 1. Mai 2004 der EU bei.

## Parlament
Das slowenische Parlament kann als ein „unvollkommenes“ Zweikammerparlament betrachtet werden. Es besteht aus einer ersten „entscheidenden“ Kammer, der Nationalversammlung (državni zbor), und einer zweiten „beratenden“ Kammer, dem Nationalrat (državni svet). Die Nationalversammlung wird auf vier Jahre direkt gewählt und besitzt 90 Mitglieder. Die beiden anerkannten autochthonen nationalen Minderheiten (Italiener und Ungarn) haben das Recht je einen Vertreter zu entsenden. Diese Minderheitenabgeordneten haben bei Gesetzen und allgemeinen Rechtsvorschriften, die ausschließlich die Rechte und die Lage der jeweiligen Minderheit betreffen, ein absolutes Vetorecht.
Eine Doppelfunktion als Regierungsmitglied und Abgeordneter ist untersagt. Rechtsakte, Gesetze, Resolutionen und Ähnliches werden mit einer einfachen Mehrheit verabschiedet, während Verfassungsänderungen eine Zweidrittelmehrheit benötigen. Die Nationalversammlung wählt den Ministerpräsidenten auf Vorschlag des Staatspräsidenten. Des Weiteren hat sie auch eine Kontrolle über die Regierung durch die Möglichkeit eines Misstrauensvotums. Der Vorsitzende der Versammlung wird von dieser ebenfalls gewählt und bildet zusammen mit seinen drei Stellvertretern, den Fraktionsvorsitzenden und den zwei Abgeordneten der nationalen Minderheiten das Präsidialkollegium, ein Beratungsorgan des Staatspräsidenten.
Der Nationalrat dient als zweite Kammer der Vertretung regionaler und funktionaler Interessen. Er besitzt 40 Mitglieder, wovon 22 regional entsandt werden. Die restlichen Plätze sind wie folgt aufgeteilt: je vier Vertreter von Arbeitgebern, Arbeitnehmern, Bauern und Gewerbetreibenden, sowie sechs Vertreter von nicht-wirtschaftlichen Interessen. Der Nationalrat wird auf je fünf Jahre gewählt und hat wie bereits oben erwähnt eine beratende Funktion. Er besitzt allerdings auch ein Vetorecht, welches aber nur aufschiebenden Charakter hat.

## Staatspräsident
Der slowenische Staatspräsident wird für eine Amtszeit von fünf Jahren direkt vom Volk gewählt. Er ist der Oberbefehlshaber der slowenischen Streitkräfte und kann durch eine Klage der Nationalversammlung beim Verfassungsgerichts und einer anschließenden Zweidrittelmehrheit des Gerichtshofs des Amtes enthoben werden. Nimmt die Nationalversammlung den von ihm vorgeschlagenen Ministerpräsidentenkandidaten nicht an, so kann er sie auflösen. Der Staatspräsident muss die Versammlung auflösen und Neuwahlen ausschreiben, wenn sie sich im Anschluss auf keinen eigenen Kandidaten einigen kann. Eine einmalige Wiederwahl ist möglich.

## Regierung
Die Slowenische Regierung gliedert sich in den Ministerpräsidenten, die Minister und deren Sekretäre. Sie untersteht der parlamentarischen Kontrolle durch die Nationalversammlung. Auf Vorschlag von zumindest zehn Abgeordneten kann ein Misstrauensvotum eingeleitet werden. Außerdem kann die Nationalversammlung gegen die Regierung beim Verfassungsgerichtshof Klage einreichen. Der Ministerpräsident hat das Recht jederzeit die Vertrauensfrage zu stellen bzw. jedes beliebige Gesetz mit einer solchen zu verbinden. Gegen einzelne Regierungsmitglieder kann seitens der Nationalversammlung auch eine Interpellation gestartet werden. Ist diese erfolgreich, so muss der Ministerpräsident das jeweilige Mitglied aus der Regierung abberufen.

## Wahlsystem
Die Nationalversammlung wird auf Grund eines Verhältniswahlrechts in Mehrpersonenwahlkreisen gewählt. Zu diesem Zweck gibt es acht Wahlkreise. Die Sperrklausel beträgt vier Prozent. Die beiden Vertreter der Minderheiten werden ausschließlich von ihren Volksgruppen gewählt. Bei den Wahlen des Nationalrates wird das Land in 22 Wahlkreise aufgeteilt. Die Gemeinden bilden Wahlkörper, welche die Vertreter wählen. Die Vertreter funktionaler Interessen werden von Interessensorganisationen gewählt und entsendet. Bei der Wahl des Staatspräsidenten wird ein Mehrheitswahlrecht angewendet. Es ist eine absolute Mehrheit nötig. Wird diese nicht erreicht, so gibt es eine Stichwahl.

### Parteien
In Slowenien existiert eine große Anzahl von Parteien. Bei den Parlamentswahlen traten 1992 33 Parteien, 1996 22 Parteien und 2000 23 Parteien an.
Bei der Einordnung im Politischen Spektrum werden in Slowenien selbst die Begriffe links und rechts teilweise anders angewendet als im deutschsprachigen und englischsprachigen Raum.
So war der Name der Sozialdemokratischen Partei Sloweniens, die nach internationalen Maßstäben zwischen liberal und rechtspopulistisch angesiedelt ist, ebenso irreführend wie die Einordnung der rechtsextremen (da ausländerfeindlichen und militaristischen) Slowenischen Nationalen Partei als „links“ (aufgrund des von ihrem Parteivorsitzenden Zmago Jelinčič gepflegten Tito-Kultes).
Im Folgenden sind die Parteien nach dem im deutsch- und englischsprachigen Raum üblichen Verständnis des Politischen Spektrums sortiert:
Im engeren Sinne linke Parteien waren bis 2014 im slowenischen Parlament nicht vertreten. Die Komunistična Partija Slovenije (Kommunistische Partei Sloweniens) konnte keine nennenswerten Wahlerfolge verbuchen. 2014 zog das sozialistische Wahlbündnis Združena levica (Vereinigte Linke) erstmals in das Parlament ein.
Mitte-links-Parteien sind:
- Socialni demokrati (Sozialdemokraten, früher Združena lista socialnih demokratov (ZLSD, Vereinigte Liste der Sozialdemokraten))
- LDS: Liberale Demokraten Sloweniens
- Zares, eine linksliberale Abspaltung der LDS

Zur politischen Mitte gehört:
- Stranka modernega centra (SMC), gegründet 2014 von Miro Cerar
- DeSUS: Demokratische Pensionistenpartei Sloweniens

Christdemokratisch-konservative Parteien:
Ursprünglich existierten die Slovenski krščanski demokrati (SKD, Slowenische Christdemokraten) und die Slovenska ljudska stranka (Slowenische Volkspartei, SLS). Beide Parteien vereinigten sich im Jahr 2000 zur SKD+SLS, inzwischen führt die Partei nur noch den Namen SLS. Nach der Vereinigung beider Parteien spaltete sich aus der SKD+SLS die Partei Neues Slowenien (N.Si) ab.
Die Slowenische Demokratische Partei (ehemals: Sozialdemokratische Partei Sloweniens) liegt zwischen liberal und rechtspopulistisch.
Rechtsextreme Parteien sind die Slowenische Nationalpartei sowie die von ihr abgespaltene Slowenische Nationale Rechte.

## Gesetzgebung
Gesetzesvorschläge werden in der Nationalversammlung in drei Lesungen behandelt. Die einfache Mehrheit kann einfache Gesetze, eine qualifizierte Mehrheit von zwei Dritteln Verfassungsgesetze verabschieden. Ein etwaiges Veto des Nationalrates kann durch einen Beharrungsbeschluss der Nationalversammlung (einfache Mehrheit) überstimmt werden. Das Gesetz muss um in Kraft zu treten vom Staatspräsidenten promulgiert werden.

## Rechtsprechung
In Slowenien bestehen folgende Gerichte:
- das Verfassungsgericht (Ustavno sodišče)[8]
- der Oberste Gerichtshof (Vrhovno sodišče)[9]
  - ein Verwaltungsgerichtshof (Upravno sodišče)
  - 4 Obergerichte (Višje sodišče)
    - 11 Bezirksgerichte (Okrožno sodišče)
      - 44 Kreisgerichte (Okrajno sodišče)

  - ein Höheres Arbeits- und Sozialgericht (Višje delovno in socialno sodišče)
    - 3 Arbeitsgerichte (Delovno sodišče), ein Arbeits- und Sozialgericht (Delovno in socialno sodišče).[10]